# Неа Храни
Неа Храни (на гръцки: Νέα Χράνη) е село в Северна Гърция, в дем Катерини, област Централна Македония.

## География
Неа Храни е разположено на 50 m надморска височина, 7 километра северно от град Катерини.

## История
В 1974 година жителите на село Храни се преместват в областта Кумандза (Κουμάντζα) и основават Неа Храни.
| Година    | 1913 | 1920 | 1928 | 1940 | 1951 | 1961 | 1971 | 1981 | 1991 | 2001 | 2011 | 2021 |
| --------- | ---- | ---- | ---- | ---- | ---- | ---- | ---- | ---- | ---- | ---- | ---- | ---- |
| Население |      |      |      |      |      |      |      | 382  | 369  | 420  | 467  | 438  |